# Tuluva
Tuluva (tulu: ತುಳುವೆ, l.mn. ತುಳುವೆರ್ Tuluver) – grupa etniczna w zachodniej części indyjskiego stanu Karnataka, zwłaszcza w tzw. Tulu Nadu. Posługują się drawidyjskim językiem tulu. W przeszłości rządzili ogromnym imperium Widźajanagaru. Osobliwością Tuluva jest system dziedziczenia z wuja na siostrzeńca.